# Paetongtarn Shinawatra
Paetongtarn Shinawatra (tai: แพทองธาร ชินวัตร)  (Bangkok, 21 d'agost de 1986) és una política i empresària tailandesa que ha exercit com a líder del Partit Pheu Thai des del 2023 i com a primera ministra de Tailàndia des del 2024.

## Biografia
Membre de la família de polítics Shinawatra, és la filla petita de Thaksin Shinawatra (primer ministre del 2001 al 2006) i una neboda de Yingluck Shinawatra (primera ministra del 2011 al 2014).

### Primera ministra
Després de la deposició de Srettha Thavisin per una sentència del Tribunal Constitucional de Tailàndia pel nomenament de Pichit Chuenban com a ministre, quan havia estat a la presó per intentar subornar membres del Tribunal Suprem, Paetongtarn Shinawatra fou la nomenada pel seu partit per succeïr-lo. És la persona més jove de la història tailandesa a convertir-se en primera ministra i la segona dona que ocupa el càrrec.
L'1 de juliol de 2025, Paetongtarn va ser suspesa del seu càrrec pel Tribunal Constitucional a causa d'una trucada telefònica filtrada entre ella i l'exlíder cambodjà Hun Sen, en la qual semblava submisa a ell arran de la conflicte fronterer entre Tailàndia i Cambodja de 2025. La viceprimera ministra, Suriya Juangroongruangkit, va assumir el càrrec de líder en funcions de Tailàndia.